# Oswald Giering

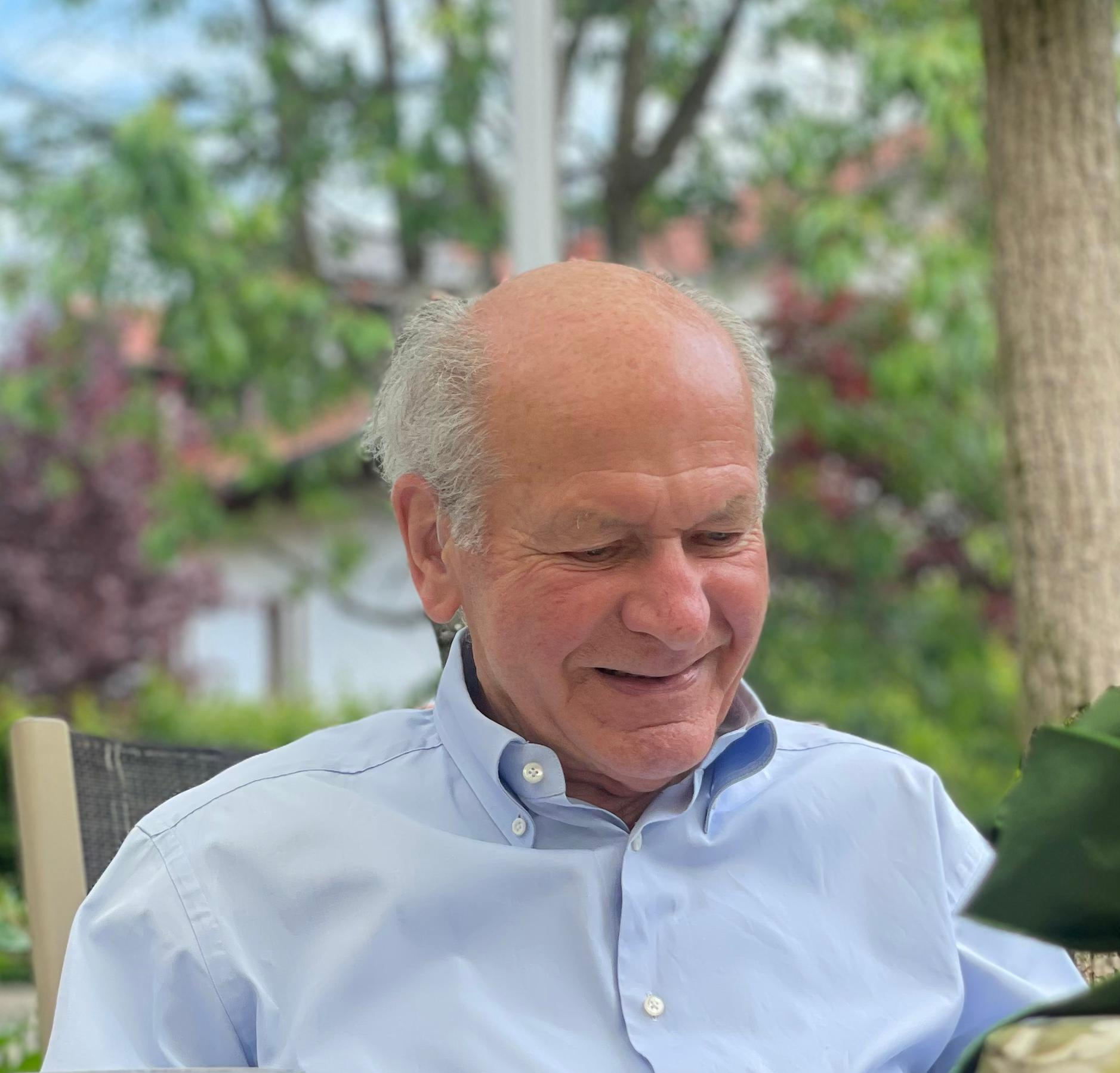
Oswald Giering (2023)

Oswald Giering (* 31. Mai 1933 in Dornstetten, Württemberg) ist ein deutscher Mathematiker und emeritierter Universitätsprofessor für Geometrie an der Technischen Universität München.

## Leben
Oswald Giering wurde 1933 in Dornstetten geboren. Er studierte an der TH Stuttgart Mathematik und Physik zuerst für das Lehramt an Gymnasien. 1962 promovierte er bei seinem Doktorvater Heinrich Brauner in Mathematik und Physik an der Universität Stuttgart mit der Dissertation Bestimmung von Eibereichen und Eikörpern durch Steiner-Symmetrisierungen.  Seine Habilitationsschrift von 1968 bezog sich auf windschiefe Flächen 4. Grades mit konstantem Drall. Nach der Vertretung des Lehrstuhls von Robert Sauer im  WS 1969/70 an der TU München und einer weiteren Vertretungsprofessur an der Universität Karlsruhe wurde er 1972 als Nachfolger von Othmar Baier auf den Lehrstuhl für Geometrie I an der Münchener Technischen Universität berufen. In seiner Aktivzeit war er mehrmals als Dekan tätig.
Seine Forschungsbereiche beziehen sich auf Geometrie, speziell Differentialgeometrie, Angewandte Geometrie, Nichteuklidische und Elementargeometrie. Er war Mitherausgeber der Zeitschrift Journal for Geometry and Graphics.
Er ist seit 1992 Korrespondierendes Mitglied der mathematisch-naturwissenschaftlichen Klasse im Ausland der Österreichischen Akademie der Wissenschaften.
Oswald Gierig ist seit 1964 verheiratet. Aus der Ehe gingen vier Kinder hervor, eine Tochter und drei Söhne.

## Publikationen (Auswahl)
- Untersuchungen zum Trilaterationsproblem. Verlag C. H. Beck, München 1990, ISBN 978-3-7696-8188-8.
- gem. mit Hans Seybold: Konstruktive Ingenieurgeometrie. Carl Hanser Verlag, München 1987, ISBN 978-3-446-14842-0.
- unter Mitw. von Johann Hartl: Vorlesungen über höhere Geometrie. Vieweg Verlag, Braunschweig 1982, ISBN 978-3-528-08492-9.
- Kennzeichnung von Strahlflächeninvarianten durch Minimaleigenschaften. Verlag der Bayer. Akad. d. Wiss., München 1976, ISBN 978-3-7696-4655-9.
- Desmische Kurvenpaare. Verlag der Bayerischen Akademie der Wissenschaften. Mathematisch-Naturwissenschaftliche Klasse (Hrsg.) und Beck [in Komm.], München  1973, ISBN 978-3-7696-4625-2.
- Die konstant gedrallten windschiefen Flächen 4. Grades mit irreduzibler Fernkurve und einer reellen Torsallinie. Österreichische Akademie der Wissenschaften. Mathematisch-Naturwissenschaftliche Klasse (Hrsg.) und Springer [in Komm.], Wien und New York 1969.
- Die Projektion mit Hilfe eines parabolischen Strahlnetzes und ihre Anwendung auf gewisse quadratische Strahlkomplexe. Springer, Wien und New York, 1966.